# Lo scoiattolo (film 1921)
Lo scoiattolo (Die Bergkatze) è un film del 1921 diretto da Ernst Lubitsch.
Die Bergkatze, letteralmente "gatto della montagna", è stato il primo grande flop commerciale del regista, che al contrario amava molto la sua opera. Il film è una satira della vita militare dai toni farseschi che venne recepita malamente dal pubblico tedesco, reduce da poco dalla sconfitta della prima guerra mondiale.

## Trama
Il tenente Alexis, viveur e donnaiolo, viene spedito per punizione alla fortezza di Tossenstein. La notizia mette in agitazione tutta la popolazione femminile della città che si raccoglie per salutare il beneamato tenente in partenza. Finalmente la slitta riesce a fendere la folla convenuta e il cocchiere parte. Nel frattempo, nei pressi della fortezza, un gruppo di briganti è intento alle solite faccende mattutine: quella che li mette in squadra è la figlia del capo, la bella Rischka, che non esita a bacchettarli con frustini improvvisati. A un tratto, dalla neve compare Alexis, caduto a causa di un sobbalzo senza che il cocchiere si sia reso conto di nulla. Rischka, davanti ai ricchi abiti del tenente, gli chiede di spogliarsi e lei li incamera tutti, lasciandolo in mutandoni. Affascinata dal militare, non cerca però di trattenerlo e Alexis può andarsene dall'accampamento, guadagnando la strada verso il forte. Lì, il comandante sta intanto organizzando una squadra che vada alla ricerca del disperso. Quando la pattuglia incrocia Alexis che è arrivato da solo al forte, lo arresta e lo porta davanti al comandante. Questi gli fa grandi feste, lasciando allibiti gli uomini che, in mutande, non avevano riconosciuto il superiore. Anche la figlia e la moglie del comandante spiano incuriosite il nuovo venuto che, scapolo, si propone come un oggetto interessante per una madre che vuole accasare la figlia. Durante una festa al forte, capitanati da Rischka che non riesce a dimenticare Alexis, i banditi vi si imbucano, travestiti con alcune divise trovate mentre stavano saccheggiando gli appartamenti degli ufficiali. Anche Rischka indossa l'abito di Lilli, ormai fidanzata ad Alexis. Mentre balla con il comandante che la corteggia, è vista da Alexis: i due si chiudono in una stanza, attratti uno dall'altra. Ma Alexis è vinto dal dovere e va a chiamare rinforzi al fine di arrestare la banditessa, chiudendola a chiave nella saletta. Lilli, gelosa, li ha spiati e ora apre la porta. Rischka ne approfitta, scappa dalla stanza e la richiude alle sue spalle: quando Alexis ritorna -sorpreso- trova dentro Lilli. Rischka non riesce a dimenticare l'uomo di cui si è innamorata e lo sogna continuamente. Suo padre, incuriosito dal sonno agitato della figlia, intuisce che ormai è ora che la ragazza si sposi. Così tutta la banda viene riunita per decidere chi sarà il futuro marito di Rischka. Quando questa però minacciosamente chiede: "Chi è che vuole sposarmi?", scappano tutti, intimoriti dal suo tono. Tutti meno uno, che alza un dito e dichiara di volerlo. Rischka allora lo aggredisce: ma il ragazzo reagisce, la butta a terra e comincia a trascinarla sulla neve. Quando si fermano, Rischka è conquistata e comincia a baciarlo. Le nozze sono decise: mentre al forte si tengono quelle di Lilli e di Alexis, nella neve si tengono quelle dei banditi. Rischka viene ammanettata al suo sposo e i due si recano nella tenda che sarà la loro casa. Ma Rischka ha un ripensamento, ricorda Alexis e comincia a sospirare. Il marito si rende conto della tristezza della moglie, prende dalla saccoccia le chiavi delle manette e la libera. Rischka si avvia verso il forte, proprio mentre Alexis scappa via da lì per incamminarsi verso la montagna. Scivolando giù da una discesa, il tenente cade letteralmente in braccio a Rischka: i due si riconoscono e cominciano a baciarsi e ad abbracciarsi. Il militare porta la bella selvaggia nei suoi appartamenti, organizzando la serata e una bella cena. Incontra, mentre Alexis si è ritirato per mettersi a proprio agio, in vestaglia e profumi, la povera Lilli che è stata abbandonata. Rischka, intenerita, le promette che farà in modo di far perdere interesse ad Alexis, iniziando da quel momento a comportarsi da "selvaggia". Non usa i bicchieri bevendo a garganella dalla bottiglia, spara a un orologio importuno che rumoreggia con il suo tic tac, scompiglia i capelli perfettamente lisciati di Alexis che non gradisce. A seguito del trattamento ricevuto, Alexis la caccia di casa. Quando lei se ne va, il tenente trovatosi Lilli davanti, le chiede: "Dove diavolo eri andata a finire?" e se la porta via. Rishka torna dai suoi: sulla neve, a terra, davanti alla tenda, un rivolino strano sembra provenire dall'interno: sono le lacrime di suo marito, che non ha fatto altro che piangere tutto il tempo a provocare quel piccolo fiume. Intenerita, Rischka gli si siede accanto e lo bacia.

## Produzione
Il film fu prodotto dalla Projektions-AG Union (PAGU). Venne girato a Kreuzeck, nei pressi di Garmisch in Baviera, e all'Ufa-Atelier, di Berlino a Tempelhof.

## Distribuzione
Distribuito dall'Universum Film (UFA), il film fu presentato in prima il 14 aprile 1921.
Il film è stato restaurato nel 2000 per opera della Cineteca di Bologna e pubblicato in DVD in Italia in prima mondiale da Ermitage con una colonna sonora di Marco Dalpane eseguita da Ensemble "Musica nel buio".